# Keres Emil
Keres Emil (Szombathely, 1925. július 9. – Budapest, 2016. április 1.) Kossuth- és kétszeres Jászai Mari-díjas színművész, érdemes és kiváló művész, színigazgató.

## Életpályája
Kreisler Árpád cipészsegéd és Torma Erzsébet fiaként született. Négy évvel azután, hogy elvégezte a Színiakadémiát (1950), már a szolnoki Szigligeti Színház igazgatója lett (1954–56). Előtte azonban már játszott a Honvéd Színházban, a Magyar Néphadsereg Színházában és 1951–54-ben a Nemzeti Színházban. 1956-ban a Vígszínházba került, majd 1961-től a Jókai Színházban játszott. Ezután ismét igazgatóvá nevezték ki, ezúttal a Thália Színház élére. Több mint egy évtizedig igazgatta a társulatot, majd 1973 és 1985 között a Radnóti Színpad igazgatója, egyidejűleg ő volt a Színházművészek Szövetsége előadóművész tagozatának elnöke is. Innen ment nyugdíjba 1985-ben. Színészként utána is még többször fellépett a Radnóti Színházban és a Karinthy Színházban.

## Művészete
Keres Emil jellegzetes orgánumával kiváló, népszerű versmondó volt, a Költészet Napja alkalmából évente verset mondott. A színpadon elsősorban klasszikus és modern darabok karakterszerepeit játszotta el, a figurát általában távolságtartóan, intellektuális hűvösséggel formálta meg. Előadóművészetére is ez volt jellemző. Különböző művésztársaságokban lépett fel: Cserhát Művész Kör, Krúdy kör, Művészet és Barátai stb. Stúdiót is szervezett, melyben ingyen tanított kezdő előadókat.

## Színházi szerepei

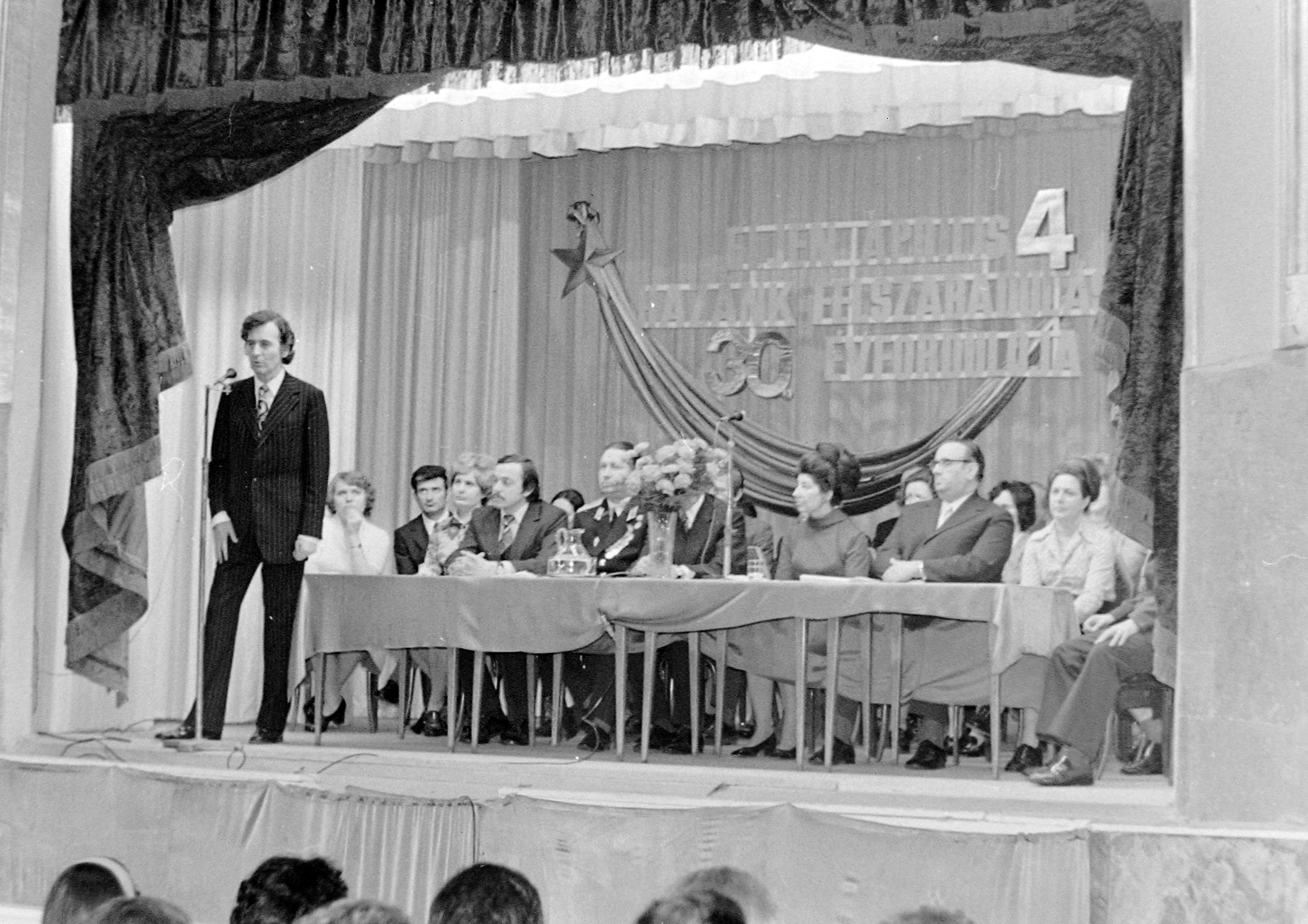
Keres Emil szaval egy vállalati ünnepségen

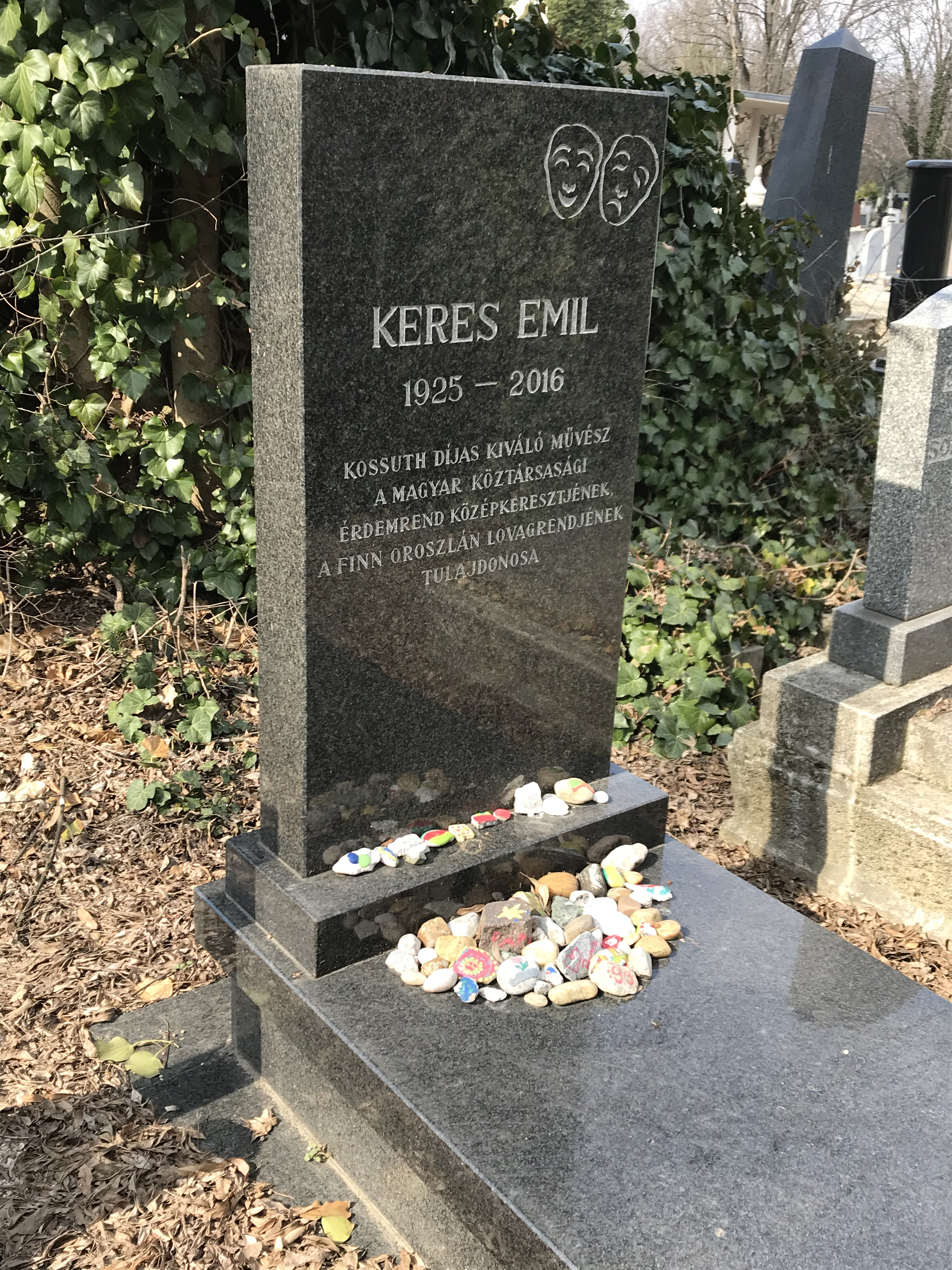
Sírja a Kozma utcai izraelita temetőben (5B-9-14)

- Dosztojevszkij: Bűn és bűnhődés... Pap; Raszkolnyikov
- Mándi Éva: Hétköznapok hősei... Kőműves
- Irosnyikova: Nálunk Szibériában... Medvegyev
- Kisfaludy Károly: A hűség próbája... Mátyás király
- Csokonai Vitéz Mihály: Kultura... Lehelfi
- Cach: Viadukt... Mimra Otik
- William Shakespeare: Hamlet... Horatio
- Visnyevszkij: Feledhetetlen 1919... Nyikolajev
- Molière: A fösvény... Csendbiztos
- Illyés Gyula: Az ozorai példa... Harmadik tiszt
- Makszim Gorkij: Szomov és a többiek... GPU-tiszt
- Osztrovszkij: Vihar... Harmadik férfi; Kuligin
- Shakespeare: Othello... Gratiano
- Sólyom László: Holnapra kiderül... Molnár István
- Szigligeti Ede: A mama... Szegfű Tivadar
- Shakespeare: A makrancos hölgy... Petruchio
- Jókai Mór: A kőszívű ember fiai... Ödön
- Vinyikov-Kracht-Tyipot: Szabad szél... Chesterfield
- Nagy Endre: Nagy Endre-est. A magyar kabaré 50 éve...
- Patrick: Teaház az augusztusi holdhoz... Sumata
- Arany János: Toldi
- Ady-Juhász-Nagy: Zúgó szelek szárnyán – Ünnepi est a Magyar Tanácsköztársaság kikiáltásának 39. évfordulóján
- James: Robin Hood... Guy de Morgan
- Kohout: Ilyen nagy szerelem... Novák
- Radnóti Miklós: Radnóti est
- De Filippo: Az én családom... Bugli
- Komját Aladár: Komját Aladár emlékest
- Illés Béla: Szivárvány... Dobos
- Dürrenmatt: Az öreg hölgy látogatása... Harmadik polgár
- Földes Imre: Hivatalnok urak... Müller
- Barnassin Anna: Idegen partok előtt... Mitics Pál harmad fedélzeti tiszt
- Edmond Rostand: Cyrano de Bergerac... Le Bret
- Majakovszkij: Poloska... Majakovszkij
- Goethe: Faust... Tanítvány
- Villon-Szécsi: Én, Francois Villon...!... Frenin
- Tennessee Williams: Orfeusz alászáll... Jabe Torrance
- Gosztonyi János: Tiszta szívvel... Költő
- G. B. Shaw: Genf, 1938... A bíró
- Theodore Dreiser: Amerikai tragédia... Az ügyvéd
- Csokonai Vitéz Mihály: Tempefői... Tempefői
- Racine: Britannicus... Burrhus
- Szécsi-Gábor-Mistral: Gábor Andor emlékest...
- Levitt: Parancsra tettem... Chipman alezredes
- Szécsi-Juhász-Somlyó: Juhász Gyula-est...
- Larni: A negyedik csigolya (Mr. Finn Amerikában)... Jerry Finn
- Babel: Alkony... Ben Zharja
- Beckett: Godot-ra várva... Vladimir
- Hochhuth: A helytartó... XII. Pius pápa
- Kafka: A per... Josef K.
- Fejes Endre: Mocorgó... Író
- Váci Mihály: Váci Mihály-est
- Somlyó György: Somlyó György-est
- Dante: Isteni színjáték... Vergilius
- Babel: Mária... Mukovnyin
- Görgey Gábor: Népfürdő... Mester
- Görgey Gábor: Hírnök jő... Első aggastyán
- Ortutay–Kazimir: Kalevala... Beszélő
- Móricz Zsigmond: Légy jó mindhalálig... Igazgató
- Illyés Gyula: Az Éden elvesztése...
- Déry Tibor: Szembenézni... Író
- Csurka István: Ki lesz a bálanya?... Fény
- Pálfy–Kazimir: A magyar kérdés... Magyar delegátus
- Moravia: A világ olyan, amilyen... Milona
- Kazimir–Jánosy: Ramajana... Valmiki
- Kazimir–Kristóf: Bartókiána...
- Örkény István: Egyperces novellák
- Takeda Izumo–Mijosi–Namiki: Csusingura... Gihei
- Kőszegi Ábel: Töredék...
- Déry-Bihari-Réz: Déry Tibor-est
- Karinthy Frigyes-Kaposy: Az ezerarcú lélek
- Ungvári Tamás: Dóra jelenti... Krónikás
- Kross: Négy monológ
- Radnóti-Gelléri: Sem emlék, sem varázslat
- Marcinkevičius: A székesegyház... Az Ember
- Dosztojevszkij: Szegény emberek... Makar Gyevuskin
- Nagy Lajos: Budapest Nagykávéház... Nagy Lajos
- Kaposy-Závoda: Kulisszatitkok
- Fejes Endre: Az angyalarcú... Ügyvéd
- Kipling: Maugli... Sir Kán (Buldeo)
- Kross: Mint a villámcsapás... Ottó Masing esperes
- Kempinski: Magányos duett... Dr. Alfred Feldmann
- Ördögh Szilveszter: Koponyák hegye... Annás
- Mikó István: Kinek pénze van
- Babits Mihály: Atlantis
- Kaposy Miklós: Ami a szerepeimből kimaradt
- Kürti András: Pulykák... Lőrinc Mihály
- Moldova György: Az élet oly rövid... Miniszter
- Kaposy Miklós: Reggelre ne feledd a pénzt
- Novák János: Mesélő kert... Jóttesz király
- Calderón de la Barca: Az élet álom... Clotaldo
- Weöres Sándor: A kétfejű fenevad... Hadzsi Ibrahim
- Bencsik Imre: Pillanatnyi pénzzavar... Kertay
- Herczeg Ferenc: Bizánc... Lala Kali
- Kárpáti Péter: Szingapúr, végállomás... Laci
- Páskándi Géza: A vigéc... Szunnyay
- G. B. Shaw: Johanna... Inkvizítor
- Karinthy Frigyes: Lepketánc... Audax
- Gyárfás Miklós: Mennyei riport... Dante
- Simon Tamás: Don Juan... Dávid
- Tábori György: Jubileum... Arnold apja
- Fagyejev: Az Ifjú Gárda, avagy Ugyan már, Ibolyka!... Kerekes Béla
- Szakonyi Károly: Adáshiba... Szűcs úr
- Priestley: Váratlan vendég... Coole felügyelő
- Varga László: A nagy hal
- Arisztophanész: Lysistrate... Drakes
- Maurier: A Manderley ház asszonya... Frith
- Füst Milán: Máli néni... Novák bácsi
- Szophoklész: Antigoné... Teiresias
- Füst Milán-Darvasi: Störr kapitány... Bácsi
- Csehov: Három nővér... Ferapont
- Steinbeck: Egerek és emberek... Candy
- Pirandello: IV. Henrik... Giovanni
- Hunyady Sándor: Júliusi éjszaka... A ház ura
- Sardou-Moreau: Szókimondó asszonyság... Leroy
- Ibsen: Solness építőmester... Knut Brovik
- Szálinger Balázs: Oidipusz gyermekei... Teiresziasz
- Shakespeare: Lear király... Aggastyán

## Filmjei
| - Gyarmat a föld alatt (1951) – Kovács - Gyerekbetegségek (1965) – Apa - Húsz óra (1965) – Riporter - Változó felhőzet (1966) – Sebesült - Nem várok holnapig… (1967) – Szállóvendég III. - Próféta voltál szívem (1968) – Kenderessy karmester - Szemüvegesek (1969) – Ormai - Harminckét nevem volt (1972) – Elvtárs II. - Hekus lettem (1972) – Gyáros - Kojak Budapesten (1980) – Kojak régi kollégája I. - A hecc (1989) – Frici bácsi, Tamás főnöke - Csajok (1995) - Egy szép nap (2004, rövid játékfilm) – Öregember - Csudafilm (2005) – Odas Gavrilos - Konyec – Az utolsó csekk a pohárban (2007) – Emil - Tabló – Minden, ami egy nyomozás mögött van! (2008) – Zafír apja - Adás (2009) – Idős férj - Valakinek a valamije (2009, rövid játékfilm) - Antigoné (2010) – Tiresias - Drága besúgott barátaim (2012) – Gyula bácsi - Á(l)lomás (2014, rövid játékfilm) – Férfi a buszon - Cinematographer (2016, rövid játékfilm) - Férfikor (2016) – Narrátor (hang) | - Az utolsó kilométer (1960) – Altiszt - Vitézek és hősök (1960) – Dománovich György - Síratásra készül az ég… (1962) – Menekülő - Színészek a porondon (1963) - A vörös vendégfogadó (1965) – Félix gróf - Máglyák Firenzében (1967) - Az Aranykesztyű lovagjai 1-5. (1968) – Belgravia, olasz újságíró - A 0416-os szökevény (1969) – Joe Mackenzie - Bözsi és a többiek (1969) – Gádor László - Igéző (1970) – Beszélő (hang) - Egy óra múlva itt vagyok (1971) – Tölgyessy Árpád ügyvéd - Remetekan (1971) - Villa a Lidón (1971) – Jacobsen, építészmérnök - Diagnózis (1972) – Sóki - Gőzfürdő (1973) – Ermitázsov, portré-, csatakép- és csendéletfestő - Szeptember végén (1973) - Richard Waverly pere (1974) - Beszterce ostroma 1-3. (1976) – Főispán - Britannicus (1976) - Kántor 1-5. (1976) – Ezredes - Abigél 1-4. (1978) - Az elefánt (1978) – A megyei küldöttség tagja - Mestersége színész: Keres Emil – beszélgetőtárs: Körmendi János (1987) - A sápadt démon (1989) - Lili 1-3. (2003) - Tanár úr, kérem! (2008) - Pirkadat (2008) – Öreg király - Géniusz, az alkimista (2010) – János - Tűzvonalban (2010) – Rózsahegyi - A nagy hal |

## Szinkronszerepei
| Év   | Cím                                            | Szereplő        | Színész          | Szinkron év |
| ---- | ---------------------------------------------- | --------------- | ---------------- | ----------- |
| 1957 | Szállnak a darvak                              | Szacskov        | Leonyid Knyazev  | 1958        |
| 1959 | Az édes élet                                   | N/A             | N/A              | 1972        |
| 1966 | Frédi, a csempész-rendész (1. magyar szinkron) | Elődadók (hang) | Leo DeLyon       | 1978        |
| 1966 | Frédi, a csempész-rendész (1. magyar szinkron) | Elődadók (hang) | Louis Prima      | 1978        |
| 1969 | Személyiségcsere                               | N/A             | N/A              | 1972        |
| 1970 | Tombol a hold                                  | N/A             | N/A              | 1979        |
| 1971 | Áldd meg az állatokat és a gyermekeket!        | Mr. Teft        | Vincent Van Lynn | 1979        |

## Díjai, elismerései
- Jászai Mari-díj (1963, 1981)
- Kossuth-díj (1965)
- Érdemes művész (1974)
- Kiváló művész (1985)
- A Magyar Köztársasági Érdemrend középkeresztje (2004)
- VOXCar-díj – A legjobb férfi főszereplőnek járó díj (2007)
- A Cserhát Művész Kör Örökös Tagja (2009)
- Radnóti Miklós antirasszista díj (2012)
- Táncsics Mihály életműdíj (2012)
- Hazám-díj (2015)[8][9]